# Pixel Slate
Pixel Slate是Google研發的Chrome OS平板电脑，於2018年10月9日发布。并于2018年的黑色星期五发售。

## 外部連結
- Pixel Slate（页面存档备份，存于）